# Países bolivarianos

Mapa destacando os Países Bolivarianos.

Os países bolivarianos são seis países hispano-americanos que conquistaram sua independência após as revoluções que promoveram a independência, concebida e executada por Simón Bolívar, chamado por muitos de El Libertador (o libertador). Essas repúblicas são os atuais territórios da Bolívia, Colômbia, Equador, Panamá, Peru e Venezuela, cobrindo uma área total de aproximadamente 4.769.486 km² e uma população de cerca de 110.502.000 pessoas.
Os vínculos entre estas nações foram estabelecidos por meio de alianças econômicas e tratados internacionais como a Comunidade Andina, que desde 1939 reuniu esses países com exceção do Panamá e da Venezuela, que já não mais pertence ao bloco. De igual forma existem organizações culturais e desportivas tais como a Organização Desportiva Bolivariana, que desde 1938 organiza a cada quatro anos os Jogos Bolivarianos.
Nos primeiros anos do século XXI, o conceito de "países bolivarianos" reaparece como uma tentativa de reinterpretar a ideia original de unidade política, territorial e econômica idealizada por Simón Bolívar, com o surgimento de grandes blocos econômicos e a necessidade de melhor competir neste cenário econômico global, o precedente do uso de elementos histórico comuns foi a iniciativa de várias organizações políticas, económicas e desportivas do tipo sub-regional, que basearam o seu discurso sobre o chamado "pensamento bolivariano". Hugo Rafael Chávez Frías, presidente da Venezuela até sua morte em 2013, invocava repetidamente a necessidade de união hispano-americana sob a visão bolivariana, sendo apoiado na Bolívia e no Equador, mas não em outras repúblicas que, embora compartilhem do ideário bolivariano, discordam da ótica do presidente venezuelano em que o socialismo revolucionário é essencial para a unidade. Em grande parte de seus ideais, Hugo Chávez foi seguido por seu igualmente polêmico sucessor Nicolás Maduro Moros.
O termo "países bolivarianos" também possui um eco econômico e mesmo geopolítica. Por exemplo, o governo estadunidense trata esses países andinos como uma entidade de caráter andino (incluindo o Chile, que é uma nação andina não bolivariana)[carece de fontes?]. A multinacional suíça de alimentos Nestlé também inclui os antigos países da Grã-Colômbia: Colômbia, Equador e Venezuela na região "bolivariana" e até para a organização supranacional Comunidade Andina de Nações inclui a maioria dos países bolivarianos.